# Музей современного искусства Олдрича
Музей современного искусства Олдрича (англ. The Aldrich Contemporary Art Museum) — музей в Риджфилде, Коннектикут, посвящённый современному искусству.
Музей не имеет постоянной коллекции и является единственным музеем в Коннектикуте, который посвящен исключительно проведению выставок современного искусства. Входит в ассоциацию North American Reciprocal Museum.

## История

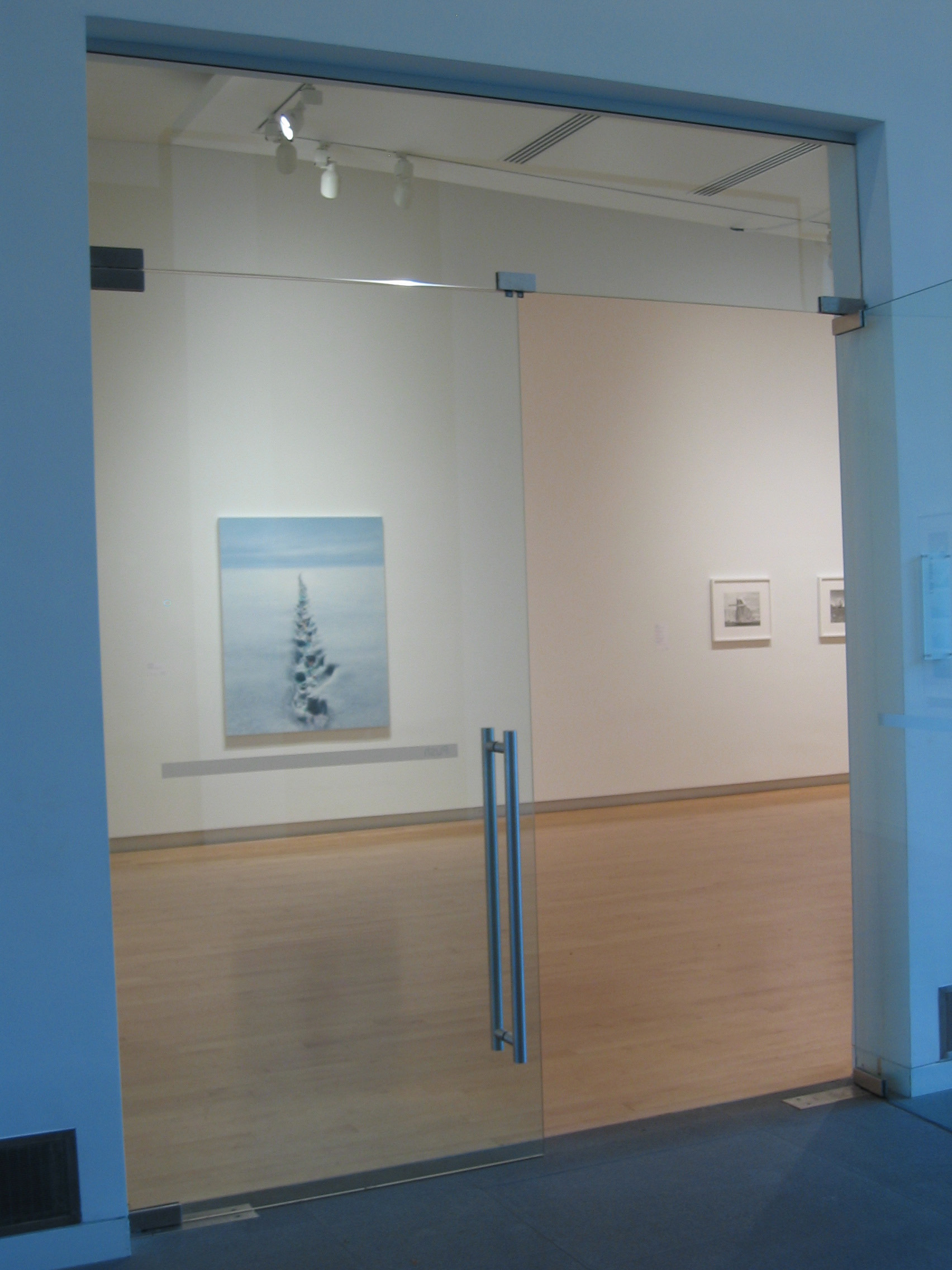
Один из залов музея

Был основан в 1964 году Ларри Олдричем с целью стать одним из первых по-настоящему современных художественных музеев в Соединенных Штатах. На деньги, которые он собрал, продав свою собственную коллекцию произведений искусства, в которую входили работы Пабло Пикассо, Жоана Миро, Марка Шагала, Пауля Клее и других художников, Олдрич купил здание бывшей церкви XVIII века и универсального магазина, известного как «Old Hundred», преобразовав его в музей своего имени.
Историческое здание магазина «Old Hundred» было построено в 1783 году Джошуа Кингом (Joshua King) и Джеймсом Доулом (James Dole) — двумя лейтенантами войны за независимость США. На протяжении своей истории оно служило жилым домом, магазином и церковью. Музей, чей первоначальный попечительский совет включал Альфреда Барра, Джозефа Хиршхорна, Филиппа Джонсона и Веру Лист, в 1967 году был назван The Aldrich Museum of Contemporary Art. Чтобы лучше сосредоточиться на своей основополагающей миссии выставлять только самые новые современные работы, совет музея проголосовал в 1981 году за прекращение работы его постоянной коллекции.
Ларри Олдрич принимал активное участие в деятельности музея до своей смерти в 2001 году, став заслуженным председателем попечительского совета. В 2003 году произошли изменения в руководстве музея — его галереи снова открылись для публики в июне 2004 года и он стал называться несколько по другому: The Aldrich Contemporary Art Museum. Для музея было спроектировано и построено архитектором Чарльзом Марком Хэем (Charles Mark Hay) из бостонской компании Tappé Associates новое здание в стиле традиционной архитектуры Новой Англии. Объект получил награду за дизайн от Американского института архитекторов.

## Деятельность
В музее Олдрича были представлены работы современных национальных и иностранных художников. Среди последних заметных выставок: «Material Witness, Five Decades of Art» Хармони Хаммонда (2019); «The Domestic Plane: New Perspectives on Tabletop Art Objects» (2018); «A Roll in the Way» Кейт Гилмор (2014); «Six Story Gathering Boxes» Мэри Бет Эдельсон (2014); «Underscore» Ксавьеры Симмонс (2013); первая персональная музейная выставка Kaws (2010); «50,000 Beds» Криса Дойла (2007); «Velimir Chlebnikov» Ансельма Кифера (2006); «Cameras» Тома Сакса (2009); «Under the Westside Highway» Ракстро Даунза (2010). В 2011 году Музей современного искусства Олдрича утвердил новую стратегию экспозиций, включающую создание представлений, состоящих из персональных и групповых выставок, объединённых общей темой, определяющей их содержание. Среди таких тематических выставок — «Portraiture» и «Collaborations» (2011), а также «Found» (2012).
В музее проводится много различных образовательных программ для взрослых, подростков, детей, а также семей. 
В дополнение к значительной поддержке со стороны совета попечителей, музей финансируется департаментом Department of Economic and Community Development, Connecticut Office of the Arts и институтом Institute of Museum and Library Services, а также рядом фондов и банков. Совет директоров музея возглавляет Эрик Дифенбах (Eric Diefenbach).